# Revolutionaire Arbeiderspartij
De Revolutionaire Arbeiderspartij (Spaans: Partido Revolucionario de los Trabajadores, PRT) was een trotskistische politieke partij in Mexico.
De partij werd opgericht in 1976 als samenvoeging tussen verschillende communistische splitergroeperingen. De partij wist snel te groeien. De kern van de partij werd gevormd door leden van de studentenopstand van 1968, die in Mexico bloedig was geëindigd met het bloedbad van Tlatelolco. In 1977 sloot de Marxistische Arbeidersliga (LMT) zich bij de PRT aan, terwijl aanhangers van de Argentijnse troskist Nahuel Moreno twee jaar later dan weer uit de partij stapten. De PRT had het feminisme hoog in het vaandel staan en kwam ook op voor de rechten van homoseksuelen. Deze opvattingen werden echter niet geldeeld door alle leden, en er ontstonden dan ook regelmatig conflicten tussen de progressieven en de dogmatische trotskisten. De partij was lid van de Vierde Internationale.
In 1982 deed de partij voor het eerst mee aan de verkiezingen. PRT-kandidate Rosario Ibarra behaalde 1,8% van de stemmen. In 1988 deed Ibarra weer mee aan de presidentsverkiezingen, doch haalde dit keer slecht 0,7% omdat veel linkse kiezers waren overgelopen naar Cuauhtémoc Cárdenas, waarna de partij haar erkenning verloor. De PRT herkreeg haar erkenning in 1991 maar haalde weer niet genoeg stemmen zodat het haar erkenning wederom kwijtraakte.
In 1996 het restant van de partij hernoemd tot Socialistische Convergentie (CS), die echter al snel uiteenviel en tegenwoordig nog slechts bestaat als nationale politieke groepering.

## Presidentskandidaten
- 1982: Rosario Ibarra
- 1988: Rosario Ibarra

PAN · PRI · PVEM · PT · MC · Morena